# Goudelancourt-lès-Pierrepont
Goudelancourt-lès-Pierrepont är en kommun i departementet Aisne i regionen Hauts-de-France i norra Frankrike. Kommunen ligger  i kantonen Sissonne som ligger i arrondissementet Laon. År 2022 hade Goudelancourt-lès-Pierrepont 141 invånare.

## Befolkningsutveckling
Antalet invånare i kommunen Goudelancourt-lès-Pierrepont
Referens: INSEE